# Chiesa riformata di Fex-Crasta

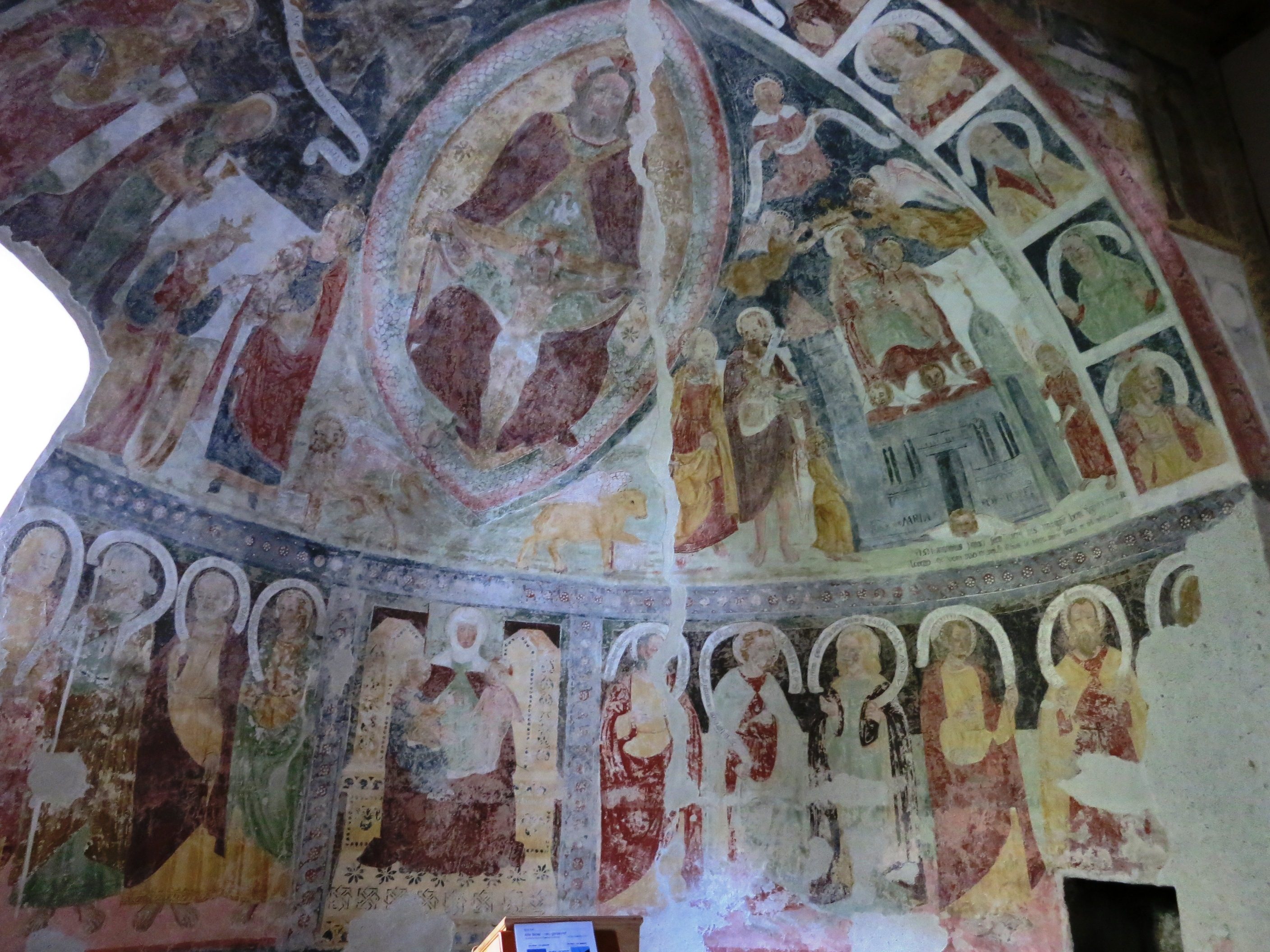
Gli affreschi dell'abside

La chiesa riformata di Fex-Crasta è una chiesa posta nel paese svizzero di Fex-Crasta, frazione del comune di Sils im Engadin.

## Storia
La chiesa venne eretta nel XV secolo in forme tardoromaniche. Fu restaurata più volte, l'ultima dal 2005 al 2008.

## Caratteristiche
Si tratta di un edificio di piccole dimensioni, a pianta rettangolare conclusa posteriormente da un'abside semicircolare e coronata da un campaniletto sul lato sinistro.
L'interno è ornato da affreschi di scuola nord-italiana, datati al 1511. 
Nel cimitero annesso alla Chiesa sono custodite le ceneri del celebre direttore d'orchestra Claudio Abbado.

## Riproduzione modellistica
L'edificio venne riprodotto in scala N dalla ditta Faller.